# Point Arena (Kalifornija)
Point Arena je grad u američkoj saveznoj državi Kalifornija. Prema popisu stanovništva iz 2010. u njemu je živjelo 449 stanovnika.